# Aloÿs Claussmann
Aloÿs Claussmann, né Aloïse Claussmann à Uffholtz, dans le Haut-Rhin, le 5 juillet 1850, et mort à Clermont-Ferrand le 7 novembre 1926, est un organiste, pianiste et compositeur français.

## Biographie
Fils d’un imprimeur sur toiles, Aloÿs Claussmann reçoit de son oncle instituteur et organiste à Uffholtz ses premières leçons de musique. Elève du petit Séminaire de Lachapelle-sous-Rougemont, il entre ensuite à l’école Niedermeyer à Paris où il a pour professeurs Eugène Gigout et Clément Loret. Il y obtient ses premiers prix de piano et d'orgue, avant de remporter le Grand Prix de composition du Ministère des Beaux-Arts en 1872.
En 1873, il s'installe à Clermont-Ferrand, où il est nommé maître de chapelle de la cathédrale. Le nouvel orgue Merklin est inauguré en 1877 par Edmond Lemaigre, le premier titulaire. Claussmann lui succède en 1888 jusqu'à sa mort en 1926.
Interprète virtuose, il choisit d'effectuer toute sa carrière dans le Puy-de-Dôme.
Il fonde la Société philarmonique de Clermont-Ferrand, puis en 1909 le conservatoire de Clermont-Ferrand, le dirigeant jusqu'à sa mort.
S'il remplit son office d'organiste de la cathédrale, et s'il assume la fonction de directeur du conservatoire, il joue également les grands concertos pour piano, avec l'orchestre de la ville, qu'il lui arrive également de diriger. 
Il consacre de nombreuses pages musicales au piano et à l'orgue ou à l'harmonium, mais compose aussi de la musique de chambre et de la musique vocale. L'origine alsacienne de Claussmann fait que sa musique constitue une synthèse des écoles française et allemande (influences de César Franck et Robert Schumann notamment).
Son œuvre contribue, avec celles d'autres compositeurs, tels le strasbourgeois Marie-Joseph Erb, Emile Bourdon à Monaco, le lyonnais Édouard Commette, le chanoine Fauchard à Laval, pour ne citer qu'eux, à forger en quelque sorte le chaînon manquant entre une musique d'orgue parisienne reconnue et célébrée et l'apport plus discret, mais indéniable, des petits maîtres de province à l'élaboration d'un langage qui a fait le renom de l'école d'orgue française.

## Hommages

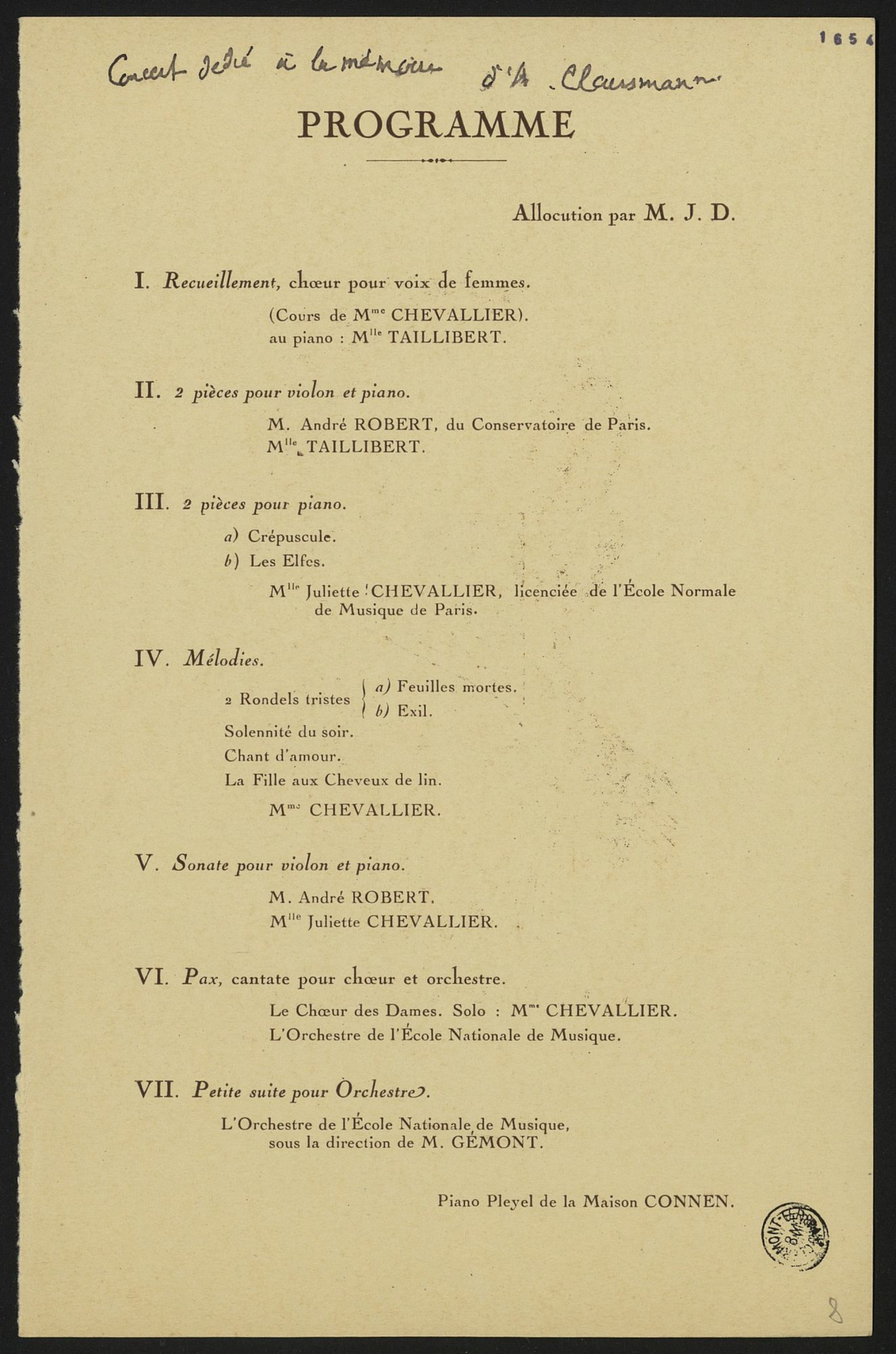
Concert dédié à la mémoire d'Aloÿs Claussmann (1926 ?)

À Clermont-Ferrand, le 26 décembre 1926, une décision municipale donne à l'ancien glacis de la Poterne le nom de rue Claussmann, ce qui permet ainsi d'éviter la confusion avec la place de la Poterne toute proche.
Un monument commémoratif sculpté par l'artiste Maurice Vaury est inauguré le 27 novembre 1932 entre le square Blaise-Pascal et la place de la Poterne, puis déplacé en face du 79 rue Blatin.

## Ses œuvres
Ont été recensées et identifiées 544 pièces au total : 350 pièces pour orgue et harmonium, 113 pièces pour piano, 62 chants ou mélodies, 22 pièces de violon ou violoncelle,.
Une grande partie de ses œuvres a été éditée, mais on ne connaît que peu de manuscrits.

## Discographie
- Œuvres pour piano : Nocturne op.55, Capricietto op.71 n°9, Chant du renouveau op.48, Capriccio op. 78 n° 3, 8e Nocturne op. 80 n°1, 3e Barcarolle, Chant du Soir et Tarentelle op. 60 n°3 & 4,  Sonate op. 45, par Claudine Simon, piano. (Ligia, 2015)
- Œuvres pour piano : Sonate Op 45, 6 pièces Op 60, Caprice Op 47, par Stéphane Poyet, piano (2014)
- Toccata op. 64, par Aitor Olea Juaristi (eu), à l'orgue de l'église Saint-Antoine de Bilbao (Aarus, 2006).
- Claussmann, pièces pour orgue, par François Clément sur les orgues de la ville de Clermont-Ferrand (Art & Musique, 2002).
- Cortège triomphal, par Willibald Guggenmos, à l'orgue de église Saint-Martin (de) de Wangen im Allgäu (Psallitte, 2000).
- Toccata, 2 Scherzos, Minuetto, Méditation, Fantaisie héroïque, Cavatine de Raff, Antienne, et Messe pour orgue, par Hervé Désarbre à l'orgue historique John Abbey de Renaison (Mandala, 1997).
- Pièce pour orgue, par André Isoir à Hochfelden (ARDAM, 1987).